# Byblis
Pour les articles homonymes, voir Biblis (homonymie).
Genre
Classification phylogénétique
Répartition géographique
Byblis est un petit genre de plantes à fleurs dicotylédones de la famille des  Byblidaceae . Il comprend 7 espèces, dont cinq espèces annuelles (B. liniflora, B. filifolia, B. Aquatica, B. guehoi et B. rorida) et deux espèces pérennes ou vivaces (B. lamellata et B. gigantea). Ce sont des plantes carnivores herbacées (à mécanisme passif) originaires d'Australie et de Nouvelle-Guinée.

## Liste d'espèce
- Byblis aquatica Lowrie & Conran
- Byblis filifolia Planch.
- Byblis gigantea Lindl.
- Byblis liniflora Salisb.
- Byblis rorida Lowrie & Conran
- Byblis guehoi
- Byblis lamellata

## Description
B. liniflora vit sur des sols humides. Elle mesure en moyenne entre 5 et 15 centimètres, mais peut atteindre 30 cm. Elle possède une petite fleur bleu pâle parfois blanche.
B. gigantea peut vivre sur des milieux humides ou secs selon la saison. Elle forme de petits buissons qui peuvent atteindre 70 cm de hauteur. Les pétales peuvent être de plusieurs couleurs soit rose, pourpre, violet et en de rares occasions blanche.
B. Aquatica est une plante semi-aquatique. Elle forme des tiges rampantes de 45 cm de long qui flottent sur l’eau lors de la saison des pluies, mais lors de la saison sèche, elles rampent sur le sol. La couleur de sa fleur est violette.
B. filifolia aime beaucoup les sols qui retiennent l’eau, et ce même lorsque la saison des pluies est finie depuis longtemps. Elle mesure entre 20 et 60 cm de hauteur et ses pétales sont dans les tons de couleur entre le rose et le saumon.
B. rorida mesure de 6 à 30 cm de haut et sa fleur est mauve. Elle est capable de se développer sur des milieux secs.
B. lamellata mesure entre 30 et 50 cm de hauteur. Sa fleur est rose, rose foncé, violette ou blanche. Elle est capable de se reproduire par auto-pollinisation.
B. guehoi mesure plus de 10 cm et vit en milieu plutôt sec. Sa fleur est mauve-rose légèrement plus foncé à la base.

## Mécanisme
Contrairement à la Drosera qui possède un mécanisme actif pour attraper ses proies, les Byblis ont un mécanisme passif. En effet, la Drosera peut replier ses poils autour de ses proies afin de pouvoir les capturer tandis que les Byblis vont simplement rester immobiles. Elles vont attirer les insectes grâce à des sécrétions glandulaires partout sur la plante qui font croire à du nectar  et les insectes vont se poser dessus puis rester collés sur ces sécrétions. Ensuite, ils vont mourir d’épuisement ou de suffocation si les sécrétions ont atteint la bouche et le nez de l’insecte. Une fois l’insecte capturé, une deuxième glande, sessile, va produire des sucs digestifs afin de digérer l’insecte là où il a atterri. Il n'y a donc pas de mouvement de la part de la plante.

## Distribution
B. Aquatica et B. liniflora se situent au nord de l’Australie et en Nouvelle-Guinée pour B. liniflora, alors que l’on retrouve B. filifolia au nord-ouest de l’Australie. La distribution de B. rorida et B. gigantea est plutôt à l’ouest de l’Australie ainsi que B. lamellata. Finalement, B. guehoi a été localisé au nord-est de l’Australie.
Les Byblis vivent généralement sur des sols sableux qui peuvent être argileux, siliceux, et de plusieurs teintes soit blanc, rouge, jaune ou beige. B. Aquatica peut aussi vivre sur des sols marécageux et dans des dépressions contrairement aux autres espèces.

## Germination
Il existe plusieurs méthodes afin d’activer les graines de Byblis pour les sortir de leur dormance. Beaucoup d’auteurs parlent de techniques imitant un sol brûlé. En effet, les graines de Byblis vont germer plus facilement si elles ont été en contact soit avec de la chaleur (feu, eau bouillante, etc.), soit avec de la fumée qui contient une molécule appelée karrikine qui active les graines. Il y a aussi la méthode hormonale qui propose d’enrober les graines dans un papier imbibé de gibbérelline afin d’augmenter les chances de germination.